# Euphyllia paraglabrescens
Euphyllia paraglabrescens là một loài san hô trong họ Euphyllidae. Loài này được Veron mô tả khoa học năm 1990.